# Caladenia denticulata
Caladenia denticulata är en orkidéart som beskrevs av John Lindley. Caladenia denticulata ingår i släktet Caladenia och familjen orkidéer. Inga underarter finns listade i Catalogue of Life.